# طرخشقون بسيط
طرخشقون بسيط (الاسم العلمي:Taraxacum modestum) هو نوع من النباتات يتبع جنس الطرخشقون من الفصيلة النجمية.